# Edivaldo Monteiro
Edivaldo Isaías Monteiro (Guiné-Bissau, 28 de Abril de 1976), é um atleta português, que se destacou ao serviço da selecção portuguesa de atletismo e no Sporting Clube de Portugal.
Iniciou a prática do atletismo no União Desportiva Cultural Banheirense em 1988, quando a família residia no Vale da Amoreira, no Concelho da Moita.
A sua especialidade são os 400 metros barreiras.
Foi campeão nacional de juvenis em 1993, de júniores em 1995 e campeão nacional absoluto por várias vezes em pista Ar Livre e Pista Coberta.

Participou no Campeonato mundial de atletismo nas edições de 2001, 2003, 2005 e 2007, ano em que chegou às meias-finais.

Nos Jogos Olímpicos foi a Atenas em 2004 e a Pequim em 2008, tendo em Atenas chegado às meias-finais.

Em 2002, no Campeonato europeu de atletismo de Munique, também chegou às meias-finais. Pelo meio participou em 7 edições da taça da Europa em Atletismo. Pelo Sporting Clube de Portugal, venceu vários títulos individuais e coletivos incluindo a Taça dos Clubes Campeões Europeus de Pista.
Tem como recorde pessoal a marca de 49.10 obtida em Berna a 26 de Junho de 2004, neste ano conquistou também a medalha de prata no campeonato Iberoamericano em Huelva, Espanha.
Edivaldo Isaías Monteiro sagrou-se Campeão do Mundo de Masters em 2018 no campeonato do mundo que se realizou na cidade de Málaga, Espanha na prova de 400 metros barreiras com a marca de 54,63 estabelecendo um novo recorde nacional da categoria, tendo também alcançado o bronze nas provas de 110 metros barreiras e estafetas 4x100 metros.

Em 2010, regressou ao clube onde fez a sua formação, o Centro de Atletismo da Baixa da Banheira.

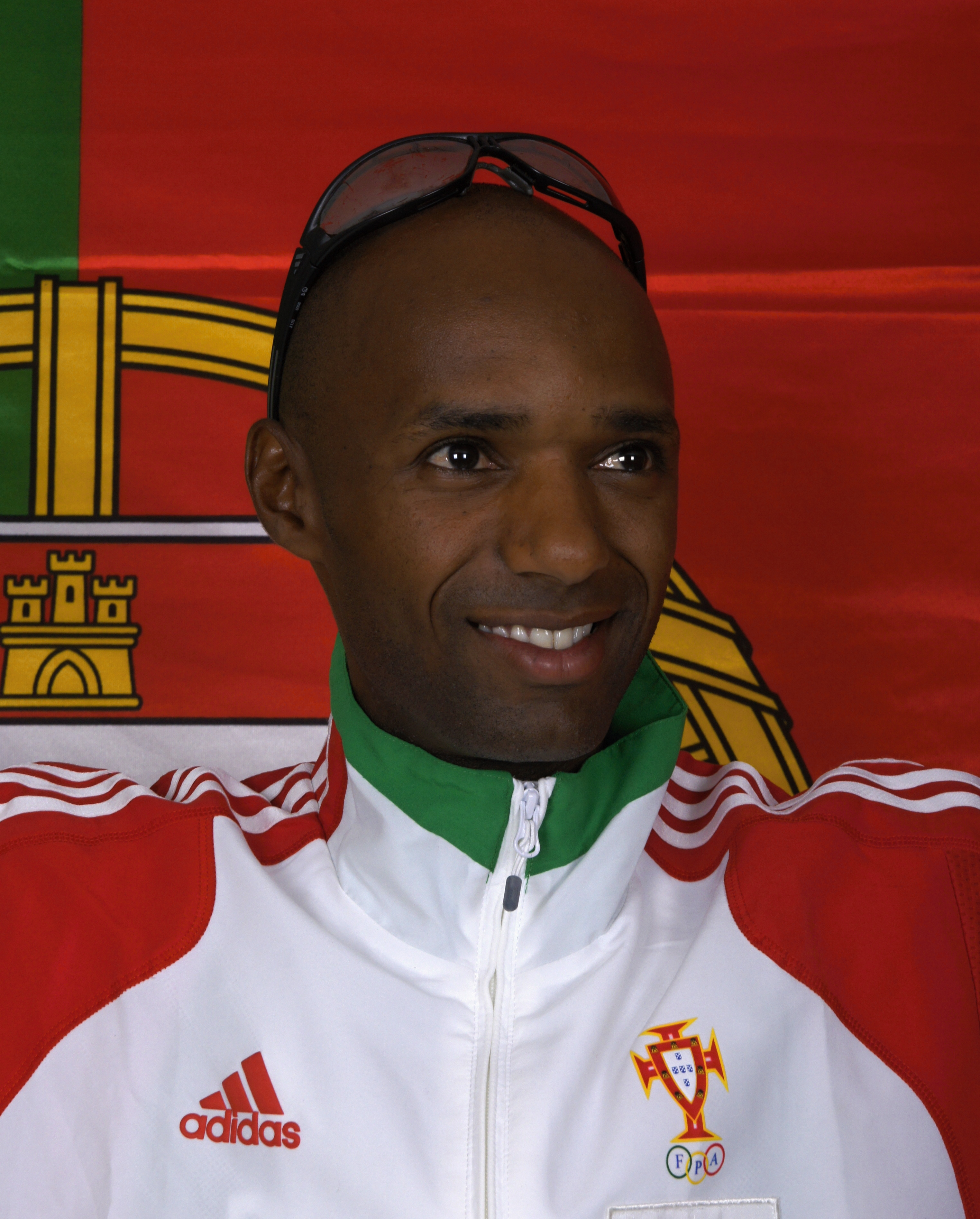
Edivaldo Monteiro

Foi dirigente da Federação Portuguesa de Atletismo entre 2016 e 2020.
Atualmente é treinador de atletismo. Foi treinador de formação no Sport Lisboa e Benfica entre 2014 e 2020.